# Distrito histórico de Two Bridges
El Distrito histórico de Two Bridges  es un distrito histórico ubicado en Lower East Side, Nueva York. El Distrito histórico de Two Bridges se encuentra inscrito como un Distrito Histórico en el Registro Nacional de Lugares Históricos desde el 29 de agosto de 2003.  

## Ubicación
El Distrito histórico de Two Bridges se encuentra dentro del condado de Nueva York en las coordenadas 40°42′43″N 73°59′47″O / 40.711944, -73.996389.